# João Capela
João Carlos Santos Capela (* 7. August 1974 in Lissabon) ist ein ehemaliger portugiesischer Fußballschiedsrichter.

## Werdegang
Capela vertrat als Schiedsrichter den Fußballverband von Lissabon. Von Oktober 2005 bis Mai 2019 leitete Capela insgesamt 149 Ligaspiele in der portugiesischen Primeira Liga. Zusätzlich wurde er bei Spielen in der Segunda Liga und der Taça de Portugal eingesetzt.
Von 2011 bis 2019 stand Capela auf der Liste der FIFA-Schiedsrichter und leitete internationale Fußballspiele, darunter neun Spiele in der Qualifikation zur Europa League und zwei Spiele in der Qualifikation zur Champions League sowie diverse andere Qualifikations- und Freundschaftsspiele.
Am 7. August 2016 leitete Capela den portugiesischen Supercup 2016 zwischen Benfica Lissabon und Sporting Braga (3:0). 